# Reprezentacja Serbii w koszykówce mężczyzn
Reprezentacja Serbii w koszykówce mężczyzn – drużyna, która reprezentuje Serbię w koszykówce mężczyzn. Za jej funkcjonowanie odpowiedzialny jest Związek Koszykówki Serbii. W ocenie FIBA reprezentacja Serbii nie jest kontynuatorem tradycji reprezentacji Jugosławii. Decyzja ta jest zgodna z prawem międzynarodowym (Rezolucja Rady Bezpieczeństwa ONZ nr 777 poparta przez Zgromadzenie Ogólne ONZ rezolucją nr 47/1), które stanowi, że Federalna Republika Jugosławii (dzisiejsza Republika Serbii) nie jest kontynuatorem prawnym Socjalistycznej Federacyjnej Republiki Jugosławii.
Reprezentacja Federalnej Republiki Jugosławii zadebiutowała w rozgrywkach FIBA w 1995 podczas eliminacji Mistrzostw Europy 1995. Swój pierwszy mecz rozegrała przeciwko Bułgarii wygrywając 93:87, a następnie zapewniła sobie awans do finałów mistrzostw. Drużyna w swoim debiucie w finałach Mistrzostw Europy po zwycięstwie w finale nad Litwą zdobyła tytuł Mistrza Europy oraz awans do turnieju koszykówki na IO 1996.
Od 2006 w związku z referendum niepodległościowym w Czarnogórze drużyna reprezentuje wyłącznie Republikę Serbii.

## Udział w międzynarodowych turniejach
| 1992 | Nie brała udziału       | Nie brała udziału       | jako FRJ |
| 1996 | Awans                   | II miejsce              | jako FRJ |
| 2000 | Awans                   | Ćwierćfinał             | jako FRJ |
| 2004 | Awans                   | Faza grupowa            | jako SCG |
| 2008 | Nie zakwalifikowała się | Nie zakwalifikowała się |          |
| 2012 | Nie zakwalifikowała się | Nie zakwalifikowała się |          |
| 2016 | Awans                   | II miejsce              |          |
| 2020 | Nie zakwalifikowała się | Nie zakwalifikowała się |          |
| 2024 |                         |                         |          |
| 2028 |                         |                         |          |

| 1994 | Nie brała udziału, została wykluczona | Nie brała udziału, została wykluczona | jako FRJ |
| 1998 | Awans                                 | Mistrzostwo                           | jako FRJ |
| 2002 | Awans                                 | Mistrzostwo                           | jako FRJ |
| 2006 | Awans                                 | 1/8 finału                            | jako SCG |
| 2010 | Awans                                 | IV miejsce                            |          |
| 2014 | Awans                                 | II miejsce                            |          |
| 2019 | Awans                                 | V miejsce                             |          |
| 2023 |                                       |                                       |          |

| 1993 | Nie brała udziału, została wykluczona | Nie brała udziału, została wykluczona | jako FRJ |
| 1995 | Awans                                 | Mistrzostwo                           | jako FRJ |
| 1997 | Awans                                 | Mistrzostwo                           | jako FRJ |
| 1999 | Awans                                 | III miejsce                           | jako FRJ |
| 2001 | Awans                                 | Ćwierćfinał                           | jako FRJ |
| 2003 | Awans                                 | Ćwierćfinał                           | jako SCG |
| 2005 | Gospodarz                             | 1/8 finału                            | jako SCG |
| 2007 | Awans                                 | Faza grupowa                          |          |
| 2009 | Awans                                 | II miejsce                            |          |
| 2011 | Awans                                 | Ćwierćfinał                           |          |
| 2013 | Awans                                 | Ćwierćfinał                           |          |
| 2015 | Awans                                 | IV miejsce                            |          |
| 2017 | Awans                                 | II miejsce                            |          |
| 2022 | Awans                                 | IX miejsce                            |          |